# Maria Grazia Mancuso
Maria Grazia Mancuso (Venezia, 19 agosto 1956 – Venezia, 25 settembre 2014) è stata una ginnasta italiana.

## Biografia
Nata a Venezia nel 1956, era figlia di Ines Bressanello, velocista campionessa italiana nei 100 metri piani nel 1943 con i colori della Società Veneziana di Ginnastica Costantino Reyer di Venezia.
Iniziò a praticare la ginnastica artistica nel 1967, a 11 anni, tesserandosi con la Spes di Mestre.
A 16 anni partecipò ai Giochi olimpici di Monaco di Baviera 1972, in tutte e sei le gare: chiuse 12ª nel concorso a squadre con 349,800 punti, 80ª nel concorso individuale con 68,550, 74ª al corpo libero con 17,50, 63ª alle parallele asimmetriche con 17,65, 79ª alla trave con 16,75 e 110ª nel volteggio con 16,65. Negli ultimi cinque casi non riuscì ad accedere alla finale, riservata alle sei con i migliori punteggi delle qualificazioni per le finali degli attrezzi, alle migliori 36 nel concorso individuale.
Chiuse la carriera nel 1975, a 19 anni, rimanendo comunque nel mondo della ginnastica artistica come insegnante.
Morì nel 2014, a 58 anni, dopo una malattia.